# Sphaerosoma asiaticum
Sphaerosoma asiaticum is een keversoort uit de familie Alexiidae. De wetenschappelijke naam van de soort is voor het eerst geldig gepubliceerd in 1932 door Roubal.